# Федерация скаутов Израиля
Федерация скаутов Израиля (Всеизраильское движение бойскаутов «Цофим» ивр. צופים‎) — первое сионистское молодёжное движение в Израиле, основано в Тель-Авиве и Хайфе в 1919 году. На сегодняшний день это единственное официальное общенациональное движение молодёжи в Израиле.
Всеизраильская молодёжная организация бойскаутов является частью мирового движения бойскаутов. Она представляет собой сионистское государственное движение, целью которого является создание и развитие молодёжных воспитательных центров в разных уголках Израиля. Это самое многочисленное молодёжное движение в Израиле.
В своё время «Цофим» было первым эгалитарным скаутским движением в мире, куда мальчиков и девочек принимали вместе на равных правах.
Сегодня[когда?] в Израиле через «Цофим» прошло более 300 000 человек. 
За последние 5 лет[когда?] «Цофим» получило более 10 национальных наград за свою деятельность, в том числе премьер-министр наградил скаутов за работу с молодёжью с особыми потребностями.
Это молодёжное движение не относится ни к одной политической партии, его деятельность поддерживается законом кнессета от 1978 года. «Цофим» является единственным крупным молодёжным движением, которое не имеет разделения на религиозных и светских членов; однако федерация состоит из отдельных организаций для пяти разных общин:
- Организация еврейских скаутов
- Организация друзских скаутов
- Организация арабо-мусульманских скаутов
- Организация арабо-католических скаутов
- Организация арабо-православных скаутов

Организация работает с детьми и подростками в восьми различных регионах Израиля. Деятельность движения включает в себя:
- Воспитательные занятия, подчёркивающие моральные общечеловеческие ценности и ценности израильского общества
- Общественную и волонтёрскую деятельность
- Туристические поездки и походы
- Культурные мероприятия
- Развлечения
- Летние лагеря

С детьми и подростками проводят различного рода увлекательные занятия и мероприятия, позволяющие им интересно и приятно провести время в кругу сверстников, а также развить личные качества и навыки общения. Это молодёжное движение видит свою миссию в воспитательной деятельности, направленной на развитие лидерских качеств и умения ставить во главу дела демократические ценности, воспитание чувства сопричастности и уважения ближнего, любви к Израилю.
По окончании средней школы члены движения могут продолжать свою деятельность по специальному маршруту, позволяющему сделать отсрочку на год от армейской службы. Участники этого проекта занимаются организацией и основанием новых отделений движения в районах развития, созданием молодёжной лидерской базы, проведением воспитательной работы с детьми и подростками, направленной на общественную деятельность.

## Особые проекты
- Проект, направленный на интеграцию новых репатриантов
- Интеграция детей и подростков, требующих особого подхода (Тель-Авив, Хайфа, Иерусалим)
- Проект, направленный на подготовку к службе в армии

Деятельность молодёжного движения бойскаутов охватывает все слои населения и проводится в соответствии со специфическими нуждами каждой из групп (религиозные, светские, различных общины евреев, друзов и арабов)